# Ziegenbockstation

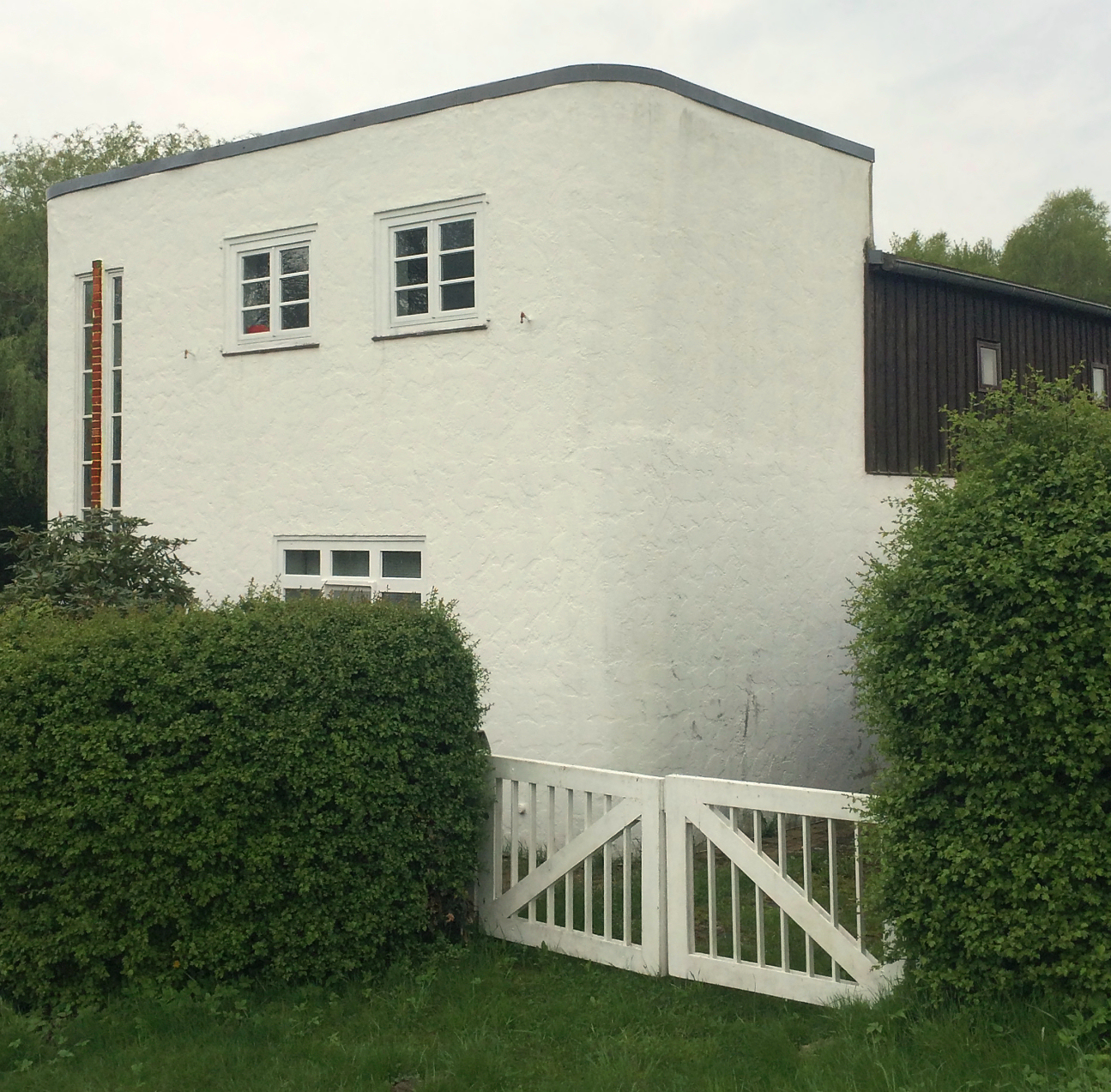
Die frühere Ziegenbockstation, heute Wohnhaus

Die Ziegenbockstation ist ein Wohn- und Wirtschaftsgebäude in Osterholz-Scharmbeck in Niedersachsen, das 1928 als Deckstation für Ziegen erbaut wurde. Es entstand nach einem Entwurf von Hans Martin Fricke. Der funktionale Landwirtschaftsbau zählt zu den wenigen Bauten des Neuen Bauens in Nordwestdeutschland. Seit 1983 steht das Gebäude unter Denkmalschutz.

## Beschreibung
Das Gebäude liegt am Ortsrand von Osterholz-Scharmbeck außerhalb der Wohnbebauung nahe der Bahnstrecke Bremen–Bremerhaven. Es ist ein zweigeschossiges Wohngebäude mit einem daran anschließenden Stalltrakt. Es hat die typische Gebäudeaufteilung des in der Gegend verbreiteten niederdeutschen Hallenhauses, was auch von außen ersichtlich ist. Das Wohngebäude ist ein Steinbau mit Flachdach und abgerundeten Hausecken an der Fassade. An der Fassadenseite hat es gesimslose Fenster und ein schmales, vertikales Fensterband, um ein kleines Treppenhaus zu belichten. Die Fassade ist verputzt und Bauhaus-typisch in Weiß gehalten. Beim lang gezogenen Stalltrakt handelt es sich im Erdgeschoss um einen weiß verputzten Steinbau, auf den ein Obergeschoss aus dunklem Holz aufgesetzt ist. Die äußere Kontur des Bauwerks ist weitgehend unverändert erhalten geblieben. Heute steht es in Privatbesitz und wird als Wohngebäude genutzt.

## Geschichte
Über die Entstehungsgeschichte des Gebäudes war lange nichts bekannt. 1983 wurde es als Baudenkmal unter Schutz gestellt, obwohl zu dieser Zeit der Architekt nicht bekannt war. Zunächst wurde Ernst Becker-Sassenhof als Vertreter des Neuen Bauens vermutet, der seinen Tätigkeitsschwerpunkt im nahe gelegenen Bremen hatte.
Erst die Aufarbeitung des Nachlasses des Bauhaus-Schülers Hans Martin Fricke lieferte Hinweise zur Entstehung des Bauwerks. Die Nachforschungen erfolgten zunächst bei der Klassik Stiftung Weimar, die im Schiller-Museum in Weimar zu seiner Person die Ausstellung Der Bauhäusler Hans Martin Fricke – Möbeldesign, Architektur, freie Kunst in den Jahren 2016 und 2017 durchführte. Daneben gab es ab 2016 zu Fricke als einem von vier Bauhäuslern (Karl Schwoon, Hermann Gautel, Hin Bredendieck) aus Ostfriesland und dem Oldenburger Land ein zweijähriges Forschungsprojekt am Landesmuseum für Kunst und Kulturgeschichte Oldenburg, aus dem die dortige Ausstellung Das Bauhaus in Oldenburg – Avantgarde in der Provinz im Jahr 2019 resultierte. In Frickes Nachlass in Weimar fand sich eine von ihm angefertigte Entwurfszeichnung der Ziegenbockstation, die seine Urheberschaft belegt. Er fertigte sie für das Wohnungsbauunternehmen Niedersächsische Heimstätte an, bei deren Bremer Zweigstelle er 1928 angestellt war. Der Entwurf ist von Frickes Vorgesetztem Otto Conrad Friedrich Bräutigam unterzeichnet, sodass auch er Entwurfsverfasser ist. Zu Frickes Aufgaben während seiner einjährigen Tätigkeit bei der Niedersächsischen Heimstätte gehörte das Entwerfen von Siedlungsbauten und von Bebauungsplänen für verschiedene Orte im Umfeld von Bremen. Die Ziegenbockstation ist eines der wenigen Beispiele, bei denen die Niedersächsische Heimstätte die Formensprache des Neuen Bauens anwendete.